# 뮤직포에버
《김다은의 뮤직포에버》는 대한민국 광주광역시·전라남도 민영방송사 kbc의 라디오 kbc My FM(광주·전남 중북부,전남 서남부 FM 101.1MHz/전남 영광 FM 104.3MHz/전남 동부권 FM 96.7MHz/전남 광양 FM 90.7MHz)에서 매주 일요일 오전 11시부터 낮 12시까지 소리꾼 김다은의 진행으로 방송되고 있는 라디오 프로그램이다.

## 역대 방송시간
| 방송 채널 | 프로그램    | 방송 기간                          | 방송 시간                         | 방송 분량         |
| --------- | ----------- | ---------------------------------- | --------------------------------- | ----------------- |
| kbc My FM | 뮤직 포에버 | 2004년 7월 5일 ~ 2012년 9월 16일   | 매일 오전 11:00 ~ 낮 12:00        | 1시간             |
| kbc My FM | 뮤직 포에버 | 2012년 9월 17일 ~ 2021년 10월 24일 | 매일 오전 11:05 ~ 낮 12:00        | 55분              |
| kbc My FM | 뮤직 포에버 | 2021년 10월 31일 ~ 현재            | 매주 일요일 오전 11:00 ~ 낮 12:00 | 매주 일요일 1시간 |

## 역대 DJ
- 초대 : 제창주 前 아나운서 - 2004년 7월 5일 ~ 2013년 11월 3일
- 2대 : 엄주원 前 아나운서 - 2013년 11월 4일 ~ 2016년 3월 27일
- 3대 : 제현영 前 아나운서 - 2016년 3월 28일 ~ 2016년 7월 3일
- 4대 : 한수정 前 아나운서 - 2016년 7월 4일 ~ 2016년 10월 2일
- 5대 : 이상신 前 아나운서 - 2016년 10월 3일~ 2017년 3월 19일
- 6대 : 김학실 前 아나운서 - 2017년 3월 20일 ~ 2018년 2월 2일
- 7대 : 이정섭 前 아나운서 - 2018년 2월 5일 ~ 2019년 1월 13일
- 8대 : 이수민 前 아나운서 - 2019년 1월 14일 ~ 2019년 10월 13일
- 9대 : 안혜령 기상캐스터 - 2019년 10월 14일 ~ 2020년 5월 3일
- 10대 : 김은민 리포터 - 2020년 5월 4일 ~ 2021년 10월 24일
- 11대 : 소리꾼 김다은 - 2021년 10월 31일 ~ 현재

## 일요일
- 팝송의 재발견 : 숨어있는 명곡, 팝송을 다시 찾아 듣는 시간
- 희망 주파수 : 평범한 사람들의 아름답고 따뜻한 이야기
- 김다은의 풍류음악 : 대중음악과 국악이 하나로! 크로스오브뮤직 세계로 안내합니다.